# Etagnières
Etagnières (toponimo francese) è un comune svizzero di 1 120 abitanti del Canton Vaud, nel distretto del Gros-de-Vaud.

## Monumenti e luoghi d'interesse

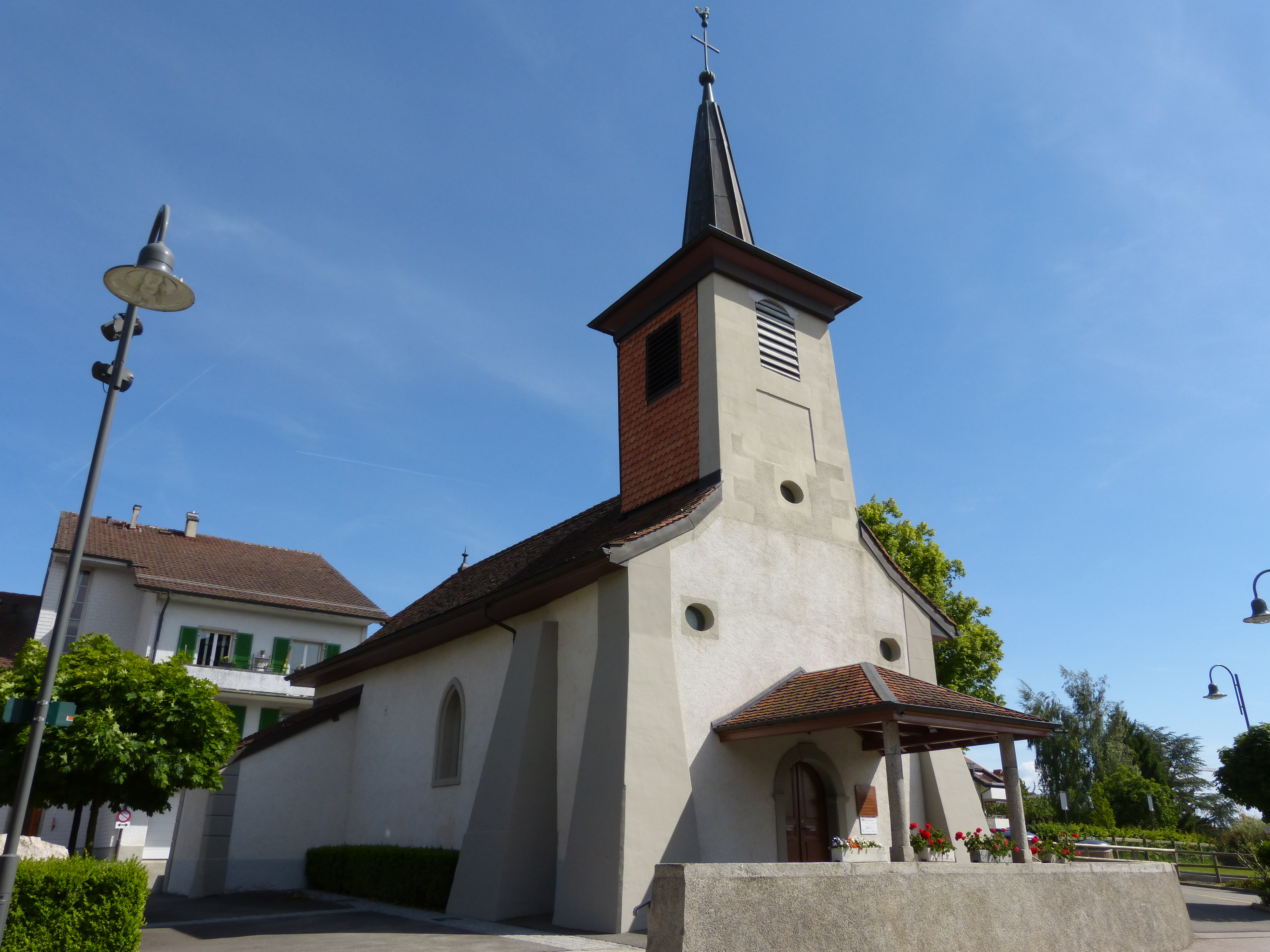
La cappella di San Lorenzo

- Cappella di San Lorenzo, attestata dal 1404[2].

## Società

### Evoluzione demografica
L'evoluzione demografica è riportata nella seguente tabella:
Abitanti censiti

## Infrastrutture e trasporti

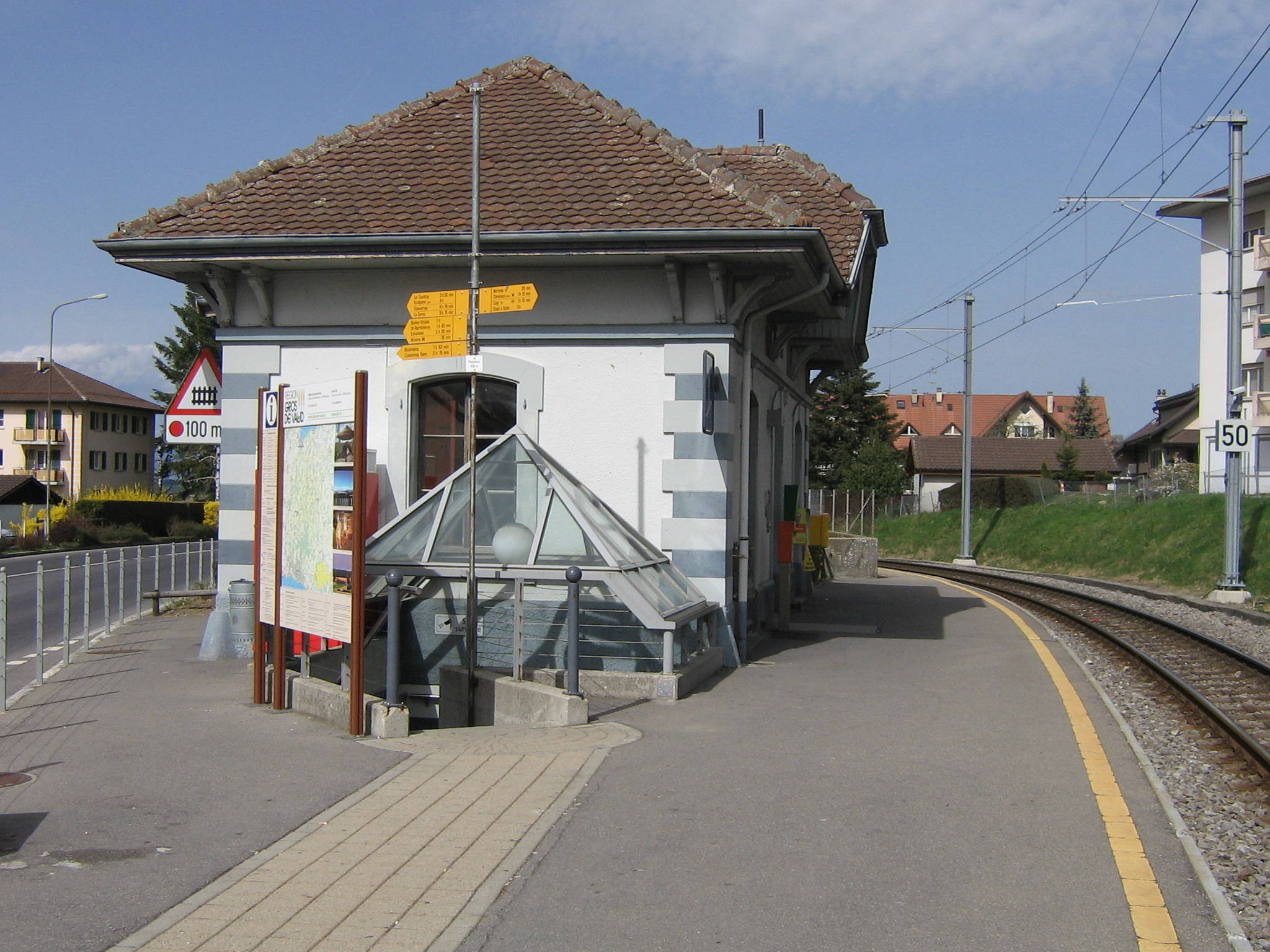
La stazione di Etagnières

Etagnières è servito dalle stazioni di Etagnières e di Les Ripes, sulla ferrovia Losanna-Echallens-Bercher.

## Amministrazione
Ogni famiglia originaria del luogo fa parte del cosiddetto comune patriziale e ha la responsabilità della manutenzione di ogni bene ricadente all'interno dei confini del comune.